# Laephotis namibensis
Laephotis namibensis је врста слепог миша из породице вечерњака (лат. Vespertilionidae).

## Распрострањење
Врста је присутна у Јужноафричкој Републици и Намибији.

## Станиште
Станишта врсте су саване и пустиње. 
Врста је присутна на подручју пустиње Намиб у јужној Африци.

## Угроженост
Ова врста није угрожена, и наведена је као последња брига јер има широко распрострањење.